# Skoleskib
 Denne artikel omhandler overvejende eller alene danske forhold. Hjælp gerne med at gøre artiklen mere almen.
Et skoleskib er en institution, hvor et skib benyttes til uddannelse af unge mennesker.
Der har været flere danske skoleskibe gennem historien (denne liste er bestemt ikke komplet):
- Skoleskibet Danmark
- Skoleskibet Fulton
- Skoleskibet Georg Stage
- Skoleskibet Gorch Fock
- Skoleskibet København
- Lilla Dan
- Thyra og Svanen – søværnets kadetskibe
- LOA – øvelsesskib
- Jens Krogh – øvelsesskib
- Skonnerten Jylland - skoleskib
- Skibladner – øvelsesskib
- Marilyn Anne

Et øvelsesskib er et sejlførende skib med en lidt blidere form for skoling end den, der kendes fra skoleskibene. Der er således ikke tale om egentlig undervisning, men i højere grad et redskab til at lære unge (typisk fra 15 til 25 år) at arbejde sammen og til at vise den enkeltes direkte afhængighed af og ansvar i forhold til andre. Øvelsesskibene opererer inden for det internationale begreb sail training, som der ikke findes nogen dækkende dansk oversættelse af. 
| Skole | Spire Denne artikel om en skole, en uddannelsesinstitution eller uddannelse er en spire som bør udbygges. Du er velkommen til at hjælpe Wikipedia ved at udvide den. |